# Tercera División de Uruguay
La Tercera División de fútbol en Uruguay es una divisional de formativas. Actualmente es la más alta de las categorías juveniles, la categoría previa al profesionalismo. 
Los equipos de Tercera División suelen ser llamados también como "la Reserva", debido a que esta categoría además de la formación de juveniles también cumple función como equipo de reservas del Primero. Solamente pueden participar de ella los segundos equipos de los 16 clubes de Primera División.
El último (2022) campeón es Nacional.

## Historia
La Tercera División surgió después de la Primera División y de la posterior creación de la Segunda (también conocida como "La Reserva" en esa época) para darle un espacio a los juveniles en progreso dentro del club. En Segunda (o "Reserva") jugaban los futbolistas de reserva al plantel principal, mientras que la Tercera era el lugar para los futbolistas más jóvenes.
Con el paso del tiempo se fueron creando otras divisiones juveniles (Cuarta, Quinta, Sexta, etc) para albergar futbolistas más jóvenes. Contrariamente, la Segunda (Reserva) desapareció por motivos económicos, tomando la Tercera División su lugar como categoría de reservas.

## Formato
A diferencia del resto de las categorías formativas (que tienen su propio sistema de ascensos y descensos; y su propio calendario por separado del primer equipo) la Tercera División está directamente vinculada a la Primera División: tiene los mismos participantes, el mismo sistema de competencia y el mismo calendario que la Primera División. Usualmente los partidos de Tercera solían jugarse como preliminar del partido de Primera División (con los mismos 2 clubes), y aunque esta práctica no se ha abandonado, ha disminuido debido a una mayor protección de los campos de juego; utilizándose en esos casos escenarios de reserva por parte del club locatario.
La categoría permite jugadores sub-23 y la inclusión de hasta 3 jugadores mayores en el campo de juego.